# Umění na špejli
Umění na špejli (v anglickém originále Ice Cream of Margie (with the Light Blue Hair)) je 7. díl 18. řady (celkem 385.) amerického animovaného seriálu Simpsonovi. Scénář napsala Carolyn Omineová a díl režíroval Matthew Nastuk. V USA měl premiéru dne 26. listopadu 2006 na stanici Fox Broadcasting Company a v Česku byl poprvé vysílán 28. září 2008 na stanici ČT2.

## Děj
Homer a jeho kolegové hrají v práci hru podobnou hokeji, ale na židlích a s košťaty. Pak přijede zmrzlinář, a protože za ním Homer běží, tak ho pan Burns vyhodí. Když zmrzlinář vrací Homerovi drobné na 100 dolarů, dostane infarkt. Na jeho pohřbu koupí Homer od vdovy zmrzlinářské auto a Otto mu ho vylepší.
Marge doma sleduje v televizi pořad Opal, v němž se ženy chlubí se svými úspěchy a splněnými sny. Marge z toho má depresi, protože si myslí, že nic nedokázala. Postaví sochu Maggie ze dřívek od nanuků a Homer dostane nápad, že by mohla takto zvěčnit i další obyvatele Springfieldu. Marge konečně našla smysl svého života, za dva týdny postavila sochu mnoha lidem z města. Mezi ně patří například Drederick Tatum, Abe Simpson, Patty a Selma či celá rodina Flandersových (včetně zemřelé Maude).
Soch si z helikoptéry všimne hlasatel zpráv na Kanálu 6 Kent Brockman a pozve Marge do svého pořadu Kentovo kentování se zajímavými lidmi. Sochy zaujmou i bohatého Texasana, který chce pro Marge uspořádat výstavu. Před začátkem výstavy se Homer ještě rozhodne jet prodávat, i když je Marge proti. On však slíbí, že přijede včas. Chvíli před tím, než výstava začne, Homer zjistí, že nestíhá zahájení. Cestu si zkrátí přes pole, ale nestihne dobrzdit a všechny sochy zničí. Marge je na něj naštvaná, zavře se v ložnici a s Homerem nemluví. Po několika dnech Homer usne u dveří do ložnice a ráno zjistí, že je Marge pryč. Vydá se ji s Bartem a Lízou hledat. Najdou ji ve městě, kde postavila sochu Homera vysokou jako dům. Marge si uvědomila, že bez Homera by nebyla tím, kým je.
Následuje skok o 200 let dopředu, kde je tato socha v muzeu. Všichni lidé používají moderní vznášedla, takže nemusí chodit. Průvodkyně v muzeu popisuje sochu jako poslední zbylý příklad umění před zhroucením západního světa. V této době se iPody sjednotily a svrhnuly lidstvo.

## Kulturní odkazy
Odhalení upraveného zmrzlinářského vozu je parodií na seriál Pimp My Ride (který měl shodou okolností epizodu o muži s porouchaným zmrzlinářským vozem). Scéna, v níž se Homer obléká do uniformy zmrzlináře, je odkazem na úvod Da Ali G Show. Televizní pořad Opal, který Marge sleduje, je parodií na Oprah show. Opal se znovu objevuje v dílech Manželé a podnikatelky a Pohřeb nepřítele. Homer si splete obrovskou sochu sebe sama z tyčinky od nanuku s postavou Magilla Gorila. Epizoda předpovídá pochmurnou budoucnost, v níž je lidstvo zotročeno antropomorfními obřími iPody.

## Přijetí
Ve Spojených státech díl během premiéry sledovalo 10,9 milionu diváků.
Dan Iverson z IGN považoval celou epizodu za nudnou a uvedl, že nemá žádnou obecnou kvalitu, která by ji učinila zajímavou. Líbila se mu však hláška Carla Carlsona na adresu Lennyho Leonarda: „Vidíš, kvůli takovým prohlášením si lidé myslí, že jsme gayové.“. Ocenil také parodii na Aliho G. Epizodě udělil konečné hodnocení 5,2 z 10. Adam Finley z TV Squad díl ohodnotil negativně a stejně jako Iverson napsal, že byl nudný.
Patrick D. Gaertner ze serveru Puzzled Pagan k dílu napsal: „Z této epizody mám opravdu smíšené pocity. Je zde několik skvělých aspektů, ale také spousta věcí, které mě prostě přestávají bavit. (…) Já už prostě nezvládám epizodu o tom, jak se manželství Homera a Marge najednou ocitlo v troskách. (…) Už mě vážně unavuje, jak Homera neustále vyhazují z elektrárny a on si najde nějakou novou náhodnou práci. Vím, že je to tropa simpsonovských epizod, ale v tuhle chvíli už to začíná být opravdu únavné. Ale i přes to všechno je v této epizodě pár zajímavých věcí. Vždycky fandím tomu, když se Marge kreativně vyjadřuje, i když ta věc se sochami z nanuků je trochu divná. A navzdory mým pocitům ohledně manželství Homera a Marge, které se na konci vždycky zázračně spraví, byla ta poslední poznámka docela slušná. Nevím, prostě taková zvláštní epizoda, u které si pořád nejsem jist, co si o ní myslím.“.